# Abants
Els abants (grec antic: Ἄβαντες) eren un poble pregrec, de vegades considerat grec, establert a Eubea i que va migrar a diverses regions de Grècia. Segons Estrabó, eren originaris de Tràcia i van passar a la Fòcida, i haurien pres el nom de la ciutat d'Abes, que havien fundat. Altres autors diuen que el seu nom es deu a Abant, fill de Posidó i de la nimfa Aretusa.
A la Ilíada aquest poble participa en la guerra de Troia sota les ordres d'Elefènor, amb quaranta naus. Com altres pobles veïns seus, tenien el costum de tallar-se els cabells per la banda del davant i deixant-los llargs pel darrere, per tal que en el combat els enemics no els agafessin per la cabellera.